# Nederlands Blok
Nederlands Blok was een Nederlandse politieke partij van nationalistische strekking. De partij werd door sommige politieke wetenschappers als extreemrechts aangeduid.
Het Nederlands Blok werd op 17 augustus 1992 opgericht. Bij de oprichting waren Alfred Vierling (voormalig fractiemedewerker van Hans Janmaat), Hans Lindenburg, Ton Steemers en Wim Vreeswijk betrokken. Er was enig contact met het Vlaams Blok. Het statutair vermelde 'college van beraad' is echter nooit door het Vlaams Blok bemand. Herhaalde verzoeken aan de Belgische naamgenoot om ondersteuning en samenwerking werden door het Vlaams Blok naast zich neergelegd. Aanvankelijk wilde men van Vlaamse kant fusiebesprekingen tussen enige Nederlandse partijen niet op voorhand hinderen en later had men er geen zin meer in.
Eind 1993 verliet Vierling de partij en werd Wim Vreeswijk voorzitter van de partij. Na een grondige bestuurswisseling waarbij hij met behulp van getrouwen de macht aan zich trok, zag Vreeswijk kansen om te profiteren van de toenemende impopulariteit van Janmaat en zijn CD. In 1994 verwierf Nederlands Blok een zetel in de gemeenteraad van de stad Utrecht. Vreeswijk benaderde een groot aantal pas gekozen raadsleden. Hetzelfde deed de Burgerpartij Nederland, die van de CD afgesplitst was. Binnen de CD was veel ontstemming over de autoritaire leiding en de geringe wervingsactiviteiten van het bestuur onder Janmaat. Vreeswijk wist diverse gemeenteraadsleden van de CD in Almelo, Amersfoort, Heerlen, Schiedam, Utrecht en Vlissingen - soms slechts tijdelijk - naar het Nederlands Blok te laten overstappen. Het partijprogramma "Een Nationalistische Politiek in Hoofdlijnen" werd uitgegeven. Vanaf eind 1994 leek het Blok de belangrijkste concurrent voor de CD te worden en had goede verwachtingen voor de Provinciale Statenverkiezingen van 1995. Het veronderstelde succes bleef echter uit: de partij behaalde nergens een zetel. De uitbouw stokte.
De activiteiten werden hierna voornamelijk gericht op Utrecht. Bij de gemeenteraadsverkiezingen in 1998 deed het Nederlands Blok alleen in Utrecht mee. Pogingen om ook in Leeuwarden en Ede mee te doen mislukten. Vreeswijk werd wel herkozen in de Utrechtse raad. De Utrechtse Statenverkiezing in 1999 had geen zetel opgeleverd. De raadszetel in Utrecht raakte het Nederlands Blok in 2000 kwijt bij gemeentelijke herindelingsverkiezingen, waarna de partij is opgeheven.

## Verkiezingsuitslagen
| Provincie | Stemmen | %   |
| --------- | ------- | --- |
| 1995      | 14.173  | 0,2 |
| 1999      | 3.400   | 0,1 |